# 마틴 로벳
마틴 로벳(Martin Lovett, 1927년 3월 3일 ~ 2020년 4월 29일)은 잉글랜드의 첼로 연주자이다. 40년동안 아마데우스 사중주단에서 활동했다.
2020년 4월 29일 런던에서 코로나19로 사망하였다.